# Sebastjan Spahiu
Sebastjan Spahiu (Mouscron, 30 ottobre 1999) è un calciatore albanese con cittadinanza belga, centrocampista svincolato della nazionale albanese.

## Carriera

### Club
Il 31 agosto 2023 viene acquistato a titolo definitivo dalla squadra albanese dell'Egnatia.

### Nazionale
Nel 2018 ha giocato 2 partite con la nazionale albanese Under-21.

## Statistiche

### Presenze e reti nei club
Statistiche aggiornate al 29 agosto 2024.
| Stagione             | Squadra              | Campionato           | Campionato | Campionato | Coppe nazionali | Coppe nazionali | Coppe nazionali | Coppe continentali | Coppe continentali | Coppe continentali | Altre coppe | Altre coppe | Altre coppe | Totale | Totale |
| Stagione             | Squadra              | Comp                 | Pres       | Reti       | Comp            | Pres            | Reti            | Comp               | Pres               | Reti               | Comp        | Pres        | Reti        | Pres   | Reti   |
| -------------------- | -------------------- | -------------------- | ---------- | ---------- | --------------- | --------------- | --------------- | ------------------ | ------------------ | ------------------ | ----------- | ----------- | ----------- | ------ | ------ |
| gen.-giu. 2017       | R.E. Mouscron        | PL                   | 1          | 0          | CB              | 0               | 0               | -                  | -                  | -                  | -           | -           | -           | 1      | 0      |
| 2017-2018            | R.E. Mouscron        | PL                   | 7          | 1          | CB              | 0               | 0               | -                  | -                  | -                  | -           | -           | -           | 7      | 1      |
| 2018-2019            | R.E. Mouscron        | PL                   | 2          | 0          | CB              | 0               | 0               | -                  | -                  | -                  | -           | -           | -           | 2      | 0      |
| 2019-gen. 2020       | R.E. Mouscron        | PL                   | 2          | 0          | CB              | 1               | 0               | -                  | -                  | -                  | -           | -           | -           | 3      | 0      |
| Totale R.E. Mouscron | Totale R.E. Mouscron | Totale R.E. Mouscron | 12         | 1          |                 | 1               | 0               |                    | -                  | -                  |             | -           | -           | 13     | 1      |
| 2020-gen. 2021       | Guijuelo             | SDB                  | 3          | 0          | CR              | 0               | 0               | -                  | -                  | -                  | -           | -           | -           | 3      | 0      |
| gen.-giu. 2021       | Izarra               | SDB                  | 5          | 0          | CR              | 0               | 0               | -                  | -                  | -                  | -           | -           | -           | 5      | 0      |
| gen.-giu. 2022       | Laçi                 | KS                   | 14         | 0          | CA              | 3               | 0               | -                  | -                  | -                  | -           | -           | -           | 17     | 0      |
| 2022-2023            | Laçi                 | KS                   | 33         | 2          | CA              | 4               | 1               | UECL               | 3                  | 0                  | -           | -           | -           | 40     | 3      |
| ago. 2023            | Laçi                 | KS                   | 1          | 0          | CA              | 0               | 0               | -                  | -                  | -                  | -           | -           | -           | 1      | 0      |
| Totale Laçi          | Totale Laçi          | Totale Laçi          | 48         | 2          |                 | 7               | 1               |                    | 3                  | 0                  |             | -           | -           | 58     | 3      |
| 2023-2024            | Egnatia              | KS                   | 31+2       | 4+0        | CA              | 5               | 0               | UECL               | -                  | -                  | SA          | 1           | 0           | 39     | 4      |
| 2024-2025            | Mes Rafsanjan        | 1L                   | 2          | 0          | CI              | 0               | 0               | -                  | -                  | -                  | -           | -           | -           | 2      | 0      |
| Totale carriera      | Totale carriera      | Totale carriera      | 101+2      | 7+0        |                 | 13              | 1               |                    | 3                  | 0                  |             | 1           | 0           | 120    | 8      |

### Cronologia presenze e reti in nazionale
| Cronologia completa delle presenze e delle reti in nazionale ― Albania | Cronologia completa delle presenze e delle reti in nazionale ― Albania | Cronologia completa delle presenze e delle reti in nazionale ― Albania | Cronologia completa delle presenze e delle reti in nazionale ― Albania | Cronologia completa delle presenze e delle reti in nazionale ― Albania | Cronologia completa delle presenze e delle reti in nazionale ― Albania | Cronologia completa delle presenze e delle reti in nazionale ― Albania | Cronologia completa delle presenze e delle reti in nazionale ― Albania |
| Data                                                                   | Città                                                                  | In casa                                                                | Risultato                                                              | Ospiti                                                                 | Competizione                                                           | Reti                                                                   | Note                                                                   |
| ---------------------------------------------------------------------- | ---------------------------------------------------------------------- | ---------------------------------------------------------------------- | ---------------------------------------------------------------------- | ---------------------------------------------------------------------- | ---------------------------------------------------------------------- | ---------------------------------------------------------------------- | ---------------------------------------------------------------------- |
| 10-9-2024                                                              | Tirana                                                                 | Albania                                                                | 0 – 1                                                                  | Georgia                                                                | UEFA Nations League 2024-2025 - 1º turno                               | -                                                                      | 72’                                                                    |
| Totale                                                                 |                                                                        | Presenze                                                               | 1                                                                      |                                                                        | Reti                                                                   | 0                                                                      |                                                                        |

## Palmarès

### Club

#### Competizioni nazionali
- Coppa d'Albania: 1

Egnatia: 2023-2024
- Campionato albanese: 1

Egnatia: 2023-2024